# هرمز (پسر هرمز دوم)
هرمز (یونانی باستان: Ὁρμίσδας، آوانویسی به لاتین: Hormisdas) یک شاهزاده ساسانی، سومین پسر هرمز دوم و برادر شاپور دوم بود. او که توسط اشراف ایران، احتمالاً پس از مرگ پدرش، زندانی شده بود، توسط همسرش در سال ۳۲۳ موفق به فرار شد. هرمز به قسطنطنیه پناهنده شد و امپراتور روم کنستانتین یکم با او به خوبی رفتار کرد و اقامت‌گاهی در نزدیکی ساحل دریای مرمره به او داد. گفته شده با اقامت او در این کاخ، بر اهمیت آن محله در قسطنطنیه افزوده شد و به محله نزدیک خانه هرمز (ἑν τοῖς Ὁρμίσδου) شهرت یافت. چند قرن بعد، امپراتور ژوستینین یکم پیش از برتخت نشینی خود در این کاخ اقامت داشت.
هرمز در حمله ژولیان به ایران در سال ۳۶۳ در سپاه او حضور داشت و بعدها پسرش که او نیز هرمز نام داشت به عنوان پروکنسول (مقامی تقریباً برابر با دستیار کنسول) روم خدمت کرد.